# DUIC
DUIC (De Utrechtse Internet Courant) is een Nederlands onafhankelijk lokaal Utrechts journalistiek platform dat dagelijks nieuwsberichten publiceert en daarnaast wekelijks een papieren editie uitbrengt die gratis af te halen is op verschillende punten in de stad.
DUIC wordt uitgegeven door Joris Daalhuisen (die de public relations verzorgde bij de introductie van nrc.next en De Pers) en Martijn Rademakers (die marketingmanager was van Trouw) en de redactie is in handen van Robert Oosterbroek, Bas van Setten, Bo Steehouwer en Ilana Noot. Vanaf de oprichting in juni 2011 werkte DUIC samen met wijkkranten en ondernemersnetwerk 'Utrechts Netwerk'. Op 16 december 2015 kwam de eerste papieren DUIC uit, een tweemaandelijks Utrechts huis-aan-huisblad met een oplage van 146.000.
Bert Wagendorp schreef in een column van in de Volkskrant dat er voor Utrecht minder lokaal nieuws beschikbaar is sinds het Utrechts Nieuwsblad (UN) in 2005 opging in het Algemeen Dagblad en dat DUIC "in het gat sprong" dat het UN achterliet. Volgens het Stimuleringsfonds voor de Journalistiek werd er 2,6 miljoen keer geklikt op een bericht in 2014. Uit een onderzoek in 2016 concludeerde het Stimuleringsfonds dat DUIC een "onmiskenbare verrijking van het lokale Utrechtse nieuwslandschap" was en in 2019 dat inwoners DUIC het meest gebruiken als lokale nieuwsbron.
Sinds 2014 levert DUIC het lokale Utrechtse nieuws voor NU.nl, al staat daar voor DUIC geen financiële beloning tegenover. Er is ook samengewerkt met de journalistieke platforms van de Hogeschool Utrecht (Trajectum) en de Universiteit Utrecht (DUB). In 2017 schreef DUIC zich in voor de uitzendlicentie voor de lokale omroep. De gemeenteraad besloot echter begin 2018 de licentie uit te geven aan RTV Utrecht, die ook de voorgaande jaren de uitzendingen verzorgde.
Lezers kunnen reageren door commentaar te plaatsen op de website. Sinds oktober 2015 vindt moderatie plaats voor berichten van lezers geplaatst worden.